# Rede semântica

Um exemplo de rede semântica

Uma rede semântica é uma forma de representação do conhecimento definida como um grafo direcionado no qual os vértices representam conceitos, e as arestas representam relações semânticas entre os conceitos. Elas são consideradas uma forma comum de um dicionário legível por uma máquina.
Tais redes envolvem o uso de associações semânticas flexíveis e podem ser úteis para a leitura humana. O conceito foi criado para uso em computadores por Richard H. Richens em 1956 como uma língua internacional auxiliar para a tradução por máquina de linguagens naturais. Foram então desenvolvidas por Robert F. Simmons no início da década de 1960 e posteriormente ampliadas através do trabalho de M. Ross Quillian em 1966.
Um mapa mental pode ser considerado como uma variante de rede semântica. Ao usar cores e figuras a ênfase está na geração de uma rede semântica que invoca a criatividade humana. Apesar disso, uma grande diferença entre o mapa mental e a rede semântica é que a estrutura do mapa mental é hierárquia, com os nós partindo de um ponto central. Diferente, na rede semântica os nós podem ser conectados com quaisquer outros nós.
É cabível considerar os mapas mentais como uma forma variante livre de rede semântica. As maiores diferenças é que aqueles são mais restritos na estrutura dos enlaces (é necessariamente uma árvore com um nó central) porém são mais flexíveis quando a informação aglutinada, permitindo além de palavras, cores e imagens.

## Influências
Os mapas mentais são aplicados ao design criatividade (produção criativa - brain storm), memorização e afins.
Entre as décadas de 1960e 1980 a ideia de ligação semântica desenvolvida com os sistemas de hipertexto são uma forma básica de rede semântica.

## Limites
Apesar de uma forma intuitiva e relativamente fácil de representação de conhecimento, as redes semânticas são limitadas e podem ser reduzidas a sentenças de lógica de 1º ordem.